# The Hamptons

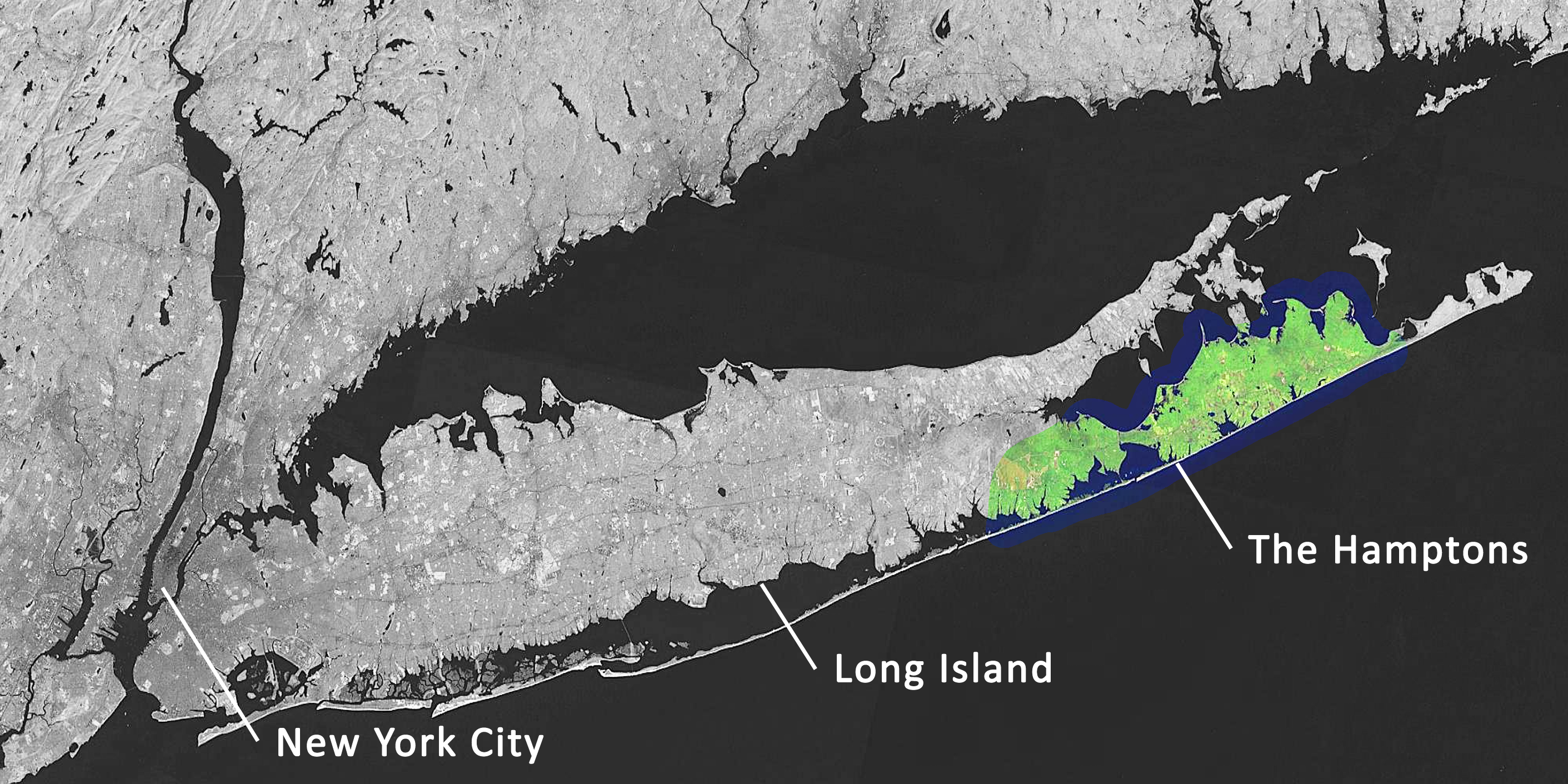
Ubicación de Los Hamptons, en Long Island.

Los Hamptons (The Hamptons en inglés) es una zona ubicada en el sector este de Long Island en el estado de Nueva York en los Estados Unidos. La zona es famosa por ser un sitio de vacaciones para los estadounidenses más ricos: un sitio campestre para los millonarios, un lugar donde familias ricas de la ciudad de Nueva York pueden pasar el verano y los fines de semana al lado de la playa. Paris Hilton entre muchos otros, tienen una casa ahí. Las familias Rockefeller y Vanderbilt tenían sus lujosas mansiones en la zona de Long Island.La bahía denominada East Egg que se muestra en la película El Gran Gatsby donde se indica que está en los Hamptons, aunque en realidad el nombre es ficticio.
El área East Hampton ("Hampton Oriental") es considerada la más costosa y exclusiva  donde viven los más adinerados. Existen zonas para jugar al polo y donde se celebran carreras de caballos así como clubes de golf. Los dueños de industrias financieras y de acero pueden tener sus casas en esa zona. Jordan Belfort, el excorredor de bolsa de Wall Street, con una fortuna de cerca de doscientos millones de dólares, tenía una casa de ocho millones de dólares en Los Hamptons.
En 2016, según Business Insider, la zona con el ZIP Code 11962 que comprende a Sagaponack, en Southampton, era la zona más cara en los Estados Unidos, siendo el valor medio de una propiedad 8,5 millones de dólares.
A pesar de la idea popular de que los Hamptons es una comunidad de clase acomodada y de altos ingresos económicos, en algunas zonas de los Hamptons también viven personas de clase económica baja, quienes con el paso del tiempo han debido mudarse de allí a causa de lo elevado del costo de vida en la zona. Aún en el supuestamente opulento East Hampton, hay trabajadores inmigrantes de países en vías de desarrollo, que se mudan allí para tener alguna oportunidad de trabajo y aprovechar la coyuntura de la creciente industria de construcción creada por la demanda de grandes mansiones.
El 6 de septiembre del 2024, se realizó el desfile de Ralph Lauren Primavera/Verano 2025 RTW en Bridgehampton. 